# ایرج مطبوعی
ایرج مطبوعی (زاده ۱۲۷۴ - درگذشته ۲ مهر ۱۳۵۸ در تهران) سرلشکر نیروی زمینی شاهنشاهی بود. وی از دوره دوم مجلس سنا، برای ۶ دوره به عنوان سناتور انتصابی در این مجلس حضور داشت. پس از انقلاب ۱۳۵۷ ایران به جرم حضور فعال در واقعه مسجد گوهرشاد دستگیر، محاکمه و به جوخه اعدام سپرده شد.

## مناصب
سلطان ایرج‌خان فرزند میرپنج حسن‌آقا به علت دوستی پدرش با رضاخان مورد توجه وی بود. در کودتای ۱۲۹۹ آجودان میرپنج رضاخان بود. مدتی آجودان لشکر اول مرکز بود. بعد فرمانده گردان شد. در ۱۳۰۴ با درجه سرهنگی به معاونت لشکر خراسان رسید. پس از عزل جان‌محمدخان کفیل فرماندهی لشکر خراسان شد. در ۱۳۱۳ به درجه سرتیپی ارتقاء یافت و در ۱۳۱۷ درجه سرلشکری گرفت.

## محاکمه نظامی
در شهریور ۱۳۲۰ فرمانده لشکر آذربایجان بود و علاوه برآن سرپرستی لشکر اردبیل هم با او بود. صبح روز سوم شهریور ۱۳۲۰ نیروی نظامی شوروی از راه خشکی به شهرهای ارومیه، تبریز و اردبیل حمله‌ور شد. سرلشکر مطبوعی که توان مقاومت در نیروهایش نمی‌دید دستور تخلیه پادگان تبریز و عقب‌نشینی داد. روز پنجم شهریور ستاد لشکر آذربایجان در میاندوآب مستقر شد و در ششم شهریور دستور ترک مقاومت به مطبوعی ابلاغ گردید. لشکر پانزده اردبیل هم به صائین‌قلعه عقب‌نشینی کرد اما به علت فرار کفیل فرمانده، سرتیپ حبیب‌الله قادری، متلاشی شد. بعداً مطبوعی به علت اهمال در فرماندهی و فروپاشی لشکر سه تبریز و پانزده اردبیل در تاریخ ۵ آبان ۱۳۲۰ بازنشسته و پس از آن در دادگاه نظامی محاکمه شد. بعد به ارتش بازگشت و از دوره دوم مجلس سنا، سناتور انتصابی شد.

## دادگاه انقلاب[۶]
پس از انقلاب وی به اتهام تجهیز دو گردان نظامی از افراد هنگ پیاده لشکر خراسان در سال ۱۳۱۴ خورشیدی و اعزام و فرماندهی آنان جهت سرکوب متحصنین و مخالفان رژیم پهلوی در جریان واقعه مسجد گوهرشاد مشهد (۱۳۱۴)، محاکمه و در سن هشتاد و چهار سالگی اعدام شد.

### مدارک و شواهد
بر اساس گزارش روزنامه کیهان، دلایل و مدارک موجود در این پرونده عبارت بودند از: "اقرار و اعتراف متهم در پرونده و گرفتن مدال کودتا، اقرار و اعتراف متهم به فرستادن یک گردان به عنوان فرمانده تیپ به مسجد گوهرشاد که منجر به قتل ٢۵ نفر و جرح ۴٠ نفر شده است و شکایت عده زیادی از اهالی شهرستان مشهد، شکایت و شهادت عده ای از کشاورزان در مورد تجاوز به اراضی آنها، وی اراضی غصبی را به نام فرزندان خود کرده است، ضمن تقاضای استرداد کلیه وجوهات بانکی وی و فرزندان وی، برای وی به عنوان محارب با خدا تقاضای مجازات می‌شود."

### دفاعیات
وی در دفاع از خود گفت: "من ۶۲ سال سابقه خدمت صادقانه دارم. من در پشت تریبون مجلس هیچگاه از کسی تعریفی نکردم و اگر مطالبی در مجلس گفته می‌شد مخالف من بود من جلسه را ترک می‌کردم.

#### درباره موضوع کودتای سال ۱۲۹۹
درباره موضوع کودتای سال ۱۲۹۹ که در کیفرخواست آمده است، باید بگویم من در آن دوران سروان پیاده نظام بودم و بدون اطلاع شخص من هنگ ما را از قزوین به طرف تهران حرکت دادند. صبح روز سوم اسفند بدون هیچ حادثه‌ای به تهران رسیدیم. بعداً گفتند که این کار کودتا بوده است. من در دفتر استراحت می‌کردم که صدای تیر و توپ شنیدم. بعد گفتند که این تیر و توپ به شهربانی شلیک شده است. موضوع شرکت من در کودتا همین بوده است.

#### مسجد گوهرشاد
"در خصوص مسجد گوهرشاد باید ذکر کنم بهلول نامی از راه طبس و گناباد به مشهد آمده بود. وی در محوطه آستان قدس رضوی مردم را از به کار بردن کلاه پهلوی منع می‌کرد. فتح الله پاکروان پدر سرلشکر حسن پاکروان استاندار خراسان بود که به سرهنگ بیات که رئیس شهربانی بود، دستور داد او را توقیف نماید. رئیس شهربانی برای دستگیری بهلول به محوطه آستان قدس رضوی می‌رود. لیکن اسدی نامی که نایب التولیه آستان قدس رضوی بود، از سرهنگ می‌خواهد که وی در این مورد دخالت نکند و خود وی دستور بازداشت بهلول را صادر می‌نماید. وی را در یکی از حجره های آستان زندانی می‌نمایند. عصر همان روز بر اثر فشار مردم از محبس خلاص می‌شود.
"روح من از جریان دستگیری بهلول مطلع نبود. من در منزلم بودم که به من اطلاع داند که استاندار و رئیس شهربانی به دیدن من آمده‌اند. آنها از من به عنوان فرمانده لشکر نظر خواستند و از من خواستند که که به محل آستان قدس سرباز بفرستم تا شورش مردم را بخوابانند. من گفتم که این کار با نصیحت علما با خوبی و خوشی پایان خواهد یافت. لیکن آنها از من مصرانه خواستند که به محل حادثه سرباز و نیرو بفرستم. در حدود ۸٠٠ نفر در صحن مسجد متحصن شده بودند. من و استاندار و رئیس شهربانی هر کدام جداگانه جریان را به تهران گزارش کردیم و از تهران منتظر دستور ماندیم. استاندار به من می‌گفت هنگامی که من سفیر ایران در کشور روسیه بودم آنجا این قبیل مسائل را فوری با قوای نظامی سرکوب می‌کردند. لیکن من زیر بار نرفتم و گفتم اینجا روسیه نیست و من با پیشنهاد وی موافقت نکردم. در جواب تلگراف من از دفتر مخصوص شاه جواب آمد. این جواب در نهایت تغیر و فحاشی بود. در آن تلگراف فحشهای به من داده شده بود که من از تکرار آنها شرم دارم. به من دستور داده شده بود که فورا عده‌ای نظامی در اختیار استاندار قرار بدهم. من در حدود ۲۵٠ نفر سرباز در اختیار استاندار گذاشتم، لیکن به آنها گفتم حق استفاده از فشنگ جنگی را ندارند و فقط باید از فشنگهای مانوری استفاده نمایند. در همین هنگام سرتیپ البرز همراه با داستان ارتش وارد مشهد شده‌اند و لشکر در اختیار او قرار گرفت. و او اسدی نایب التولیه استان قدس را اعدام کرد و من را در منزلم تحت نظر قرار دادند."

#### شکایت کشاورزان
"در مورد شکایت کشاورزان از من باید بگویم ده خیر آباد واقع در روبروی پالایشگاه شهر ری بر طبق ارث از پدرم به من رسیده بود و من آن را به فرزندانم منتقل کرده‌ام.

#### درباره عمل منافی عفت
"درباره عمل منافی عفت علنی که در کیفرخواست بر علیه من آمده است، باید بگویم که در بازجویی از من راجع به این مساله هیچ صحبتی نشده بود. من نمی‌دانم این په نسبتی ست که به من داده شده است. خواهشمند است بررسی و تحقیق راجع به این مساله بفرمایید."

#### عضویت در فراماسونری
"این که من لژ ابن سینای فراماسونری را پذیرفتم، به علت سابقه‌ای بود که سید جمال الدین اسد آبادی و سید نصر الله تقوی و مرحوم دکتر محمد مصدق در این لژ داشته‌اند... هیچگاه فراماسونری، وابستگی ما به خارج نبود. فراماسونها مشعلدار آزادی بودند، آنها پیروی از اصول دموکراسی را شعار خود قرار داده بودند. من به علت گرفتاری مدت کمی عضو آن موسسه بودم و به علت نپرداختن حق عضویت، مستعفی شناخته شدم."

### حکم
پس از ۴ جلسه دادرسی و سه روز شور پیرامون اتهامات سه سناتور رژیم سابق سرانجام دادگاه انقلاب اسلامی مرکز سناتور محسن خواجه‌نوری، سرلشکر ایرج مطبوعی و پروفسور جمشید اعلم را مفسد فی الارض و محارب شناخت و آنان را به اعدام محکوم کرد.او سحرگاه ۲ مهر ۱۳۵۸ در زندان اوین تیرباران شدند.